# Московский научно-исследовательский онкологический институт имени П. А. Герцена
Моско́вский научно-иссле́довательский онкологи́ческий институ́т имени П. А. Ге́рцена Министерства здравоохранения Российской Федерации — одно из ведущих научных и лечебно-профилактических учреждений онкологического профиля в стране. Институт был открыт в 1903 году профессором Московского университета Львом Левшиным на пожертвования промышленников Морозовых. Институт располагается по адресу г. Москва, 2-й Боткинский проезд, 3.

## История института

### Институт имени Морозовых

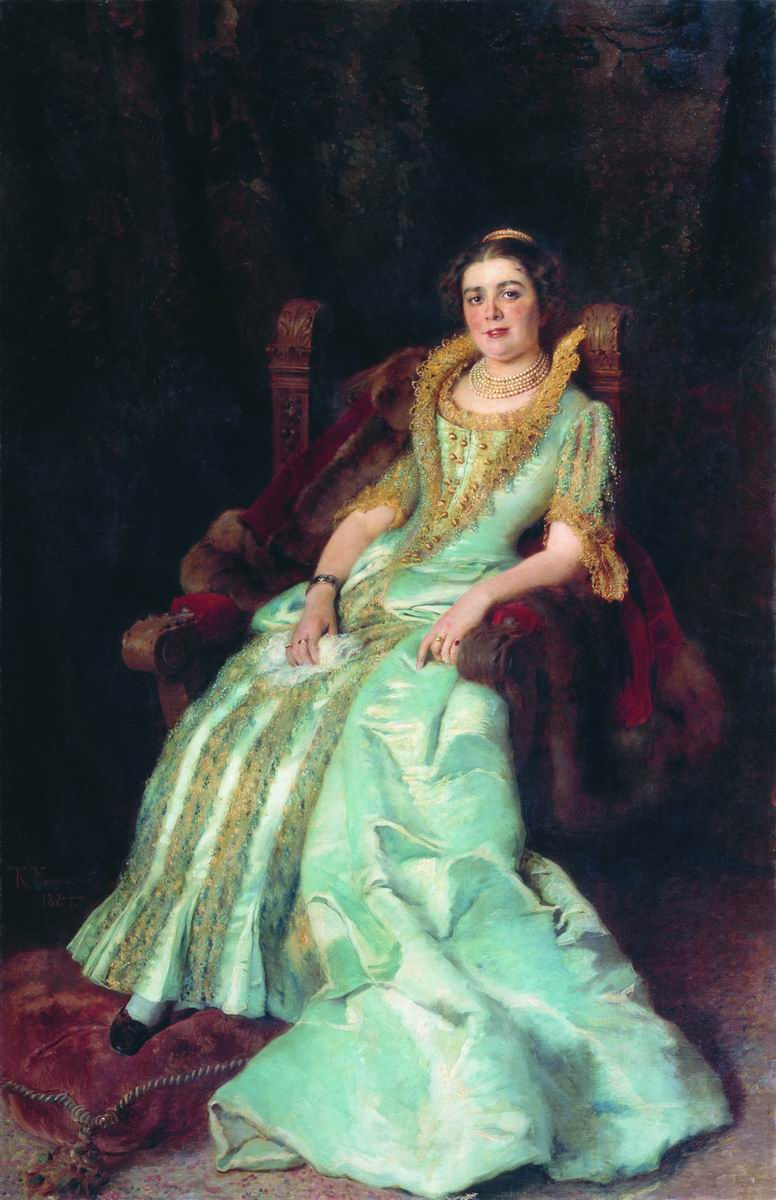
Портрет Варвары Морозовой, автор картины Константин Маковский, 1884

В конце XIX века в России не существовало институтов для оказания специализированной онкологической помощи населению. Инициатором создания первого в стране учреждения для лечения и изучения злокачественных опухолей был заведующий кафедрой госпитальной хиpypгии Московского Императорского университета профессор Лев Левшин. 12 (24) февраля 1898 года он выступил на заседании правления университета с предложением организовать «лечебницу-приют для одержимых pаком и другими злокачественными опухолями». В этом же году Московская городская дума приняла окончательное решение о создании Ракового института.
Финансирование проекта производилось из частных средств. Семья фабрикантов Морозовых пожертвовала на строительство «раковой» лечебницы 250 тысяч рублей золотом. Мать меценатки Варвары Морозовой скончалась от рака, когда дочери было шесть лет. Именно поэтому Морозова сразу откликнулась на предложение Левшина о строительстве в Москве госпиталя для тяжело больных. В честь благотворителей больницу стали называть «институтом им. Морозовых».
Под строительство здания института был куплен участок земли на Малой Пироговской улице. Лечебница-приют находилась неподалёку от Клинического городка и в то же время была удалена от городского шума и суеты. Строительством руководили известный московский архитектор Роман Клейн и военный инженер Иван Рерберг, которые отказались от вознаграждения за постройку здания. Клейн не только не взял плату за работу, но и внёс 5 тысяч рублей в фонд строительства и благоустройства здания. Проект включал возведение угловой ротонды со стеклянным куполом, под которым находилась операционная. Электрификацию здания бесплатно провёл известный физик Пётр Лебедев.

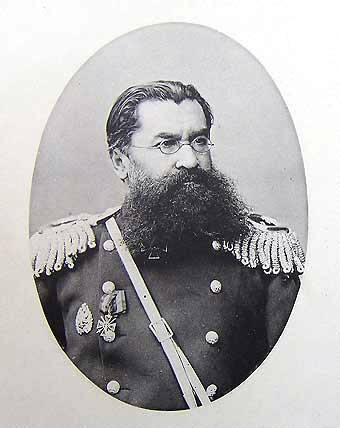
Лев Левшин

Открытие института имени Морозовых состоялось 18 ноября (1 декабря) 1903 года. Лев Левшин занимал пост директора института вплоть до своей смерти в 1911 году. Фонд больницы был рассчитан на 65 коек с палатами на одного-двух человек. До Высочайшего утверждения штатов в 1904 году весь персонал больницы работал бесплатно. В штате учреждения состояло 24 человека: директор, заместитель директора, четыре ординатора, два надзирателя, 15 сиделок и один письмоводитель. Врачи работали вне штата бесплатно.
После открытия институт продолжал финансироваться из частных пожертвований, но средств на содержание больных не хватало. В связи с тяжелой ситуацией Московская городская дума стала выплачивать 72 копейки в день на содержание каждого неимущего больного. Е. И. Бенардаки и М. И. Поповой был положен неприкосновенный капитал на счет института на содержание и лечение тяжёлобольных.
Институт способствовал развитию российской онкологической науки. Профессор Левшин был основоположником статистики в онкологии, разослав 15 тыс. учетных карт по регионам России для регистрации больных раком. При учреждении была основана первая в России лаборатория экспериментальной онкологии, в которой были сделаны многие важные научные открытия. Доктор Б. К. Васильев первым предложил использовать культуру тканей для экспериментальных исследований. Профессор А. П. Браунштейн занимался изучением иммунологии опухолей в лаборатории института. Полученные им результаты были представлены на Первом Всероссийском съезде по борьбе с раковыми заболеваниями, проходившем в Петербурге в 1914 году. В резолюции съезда институт был назван «образцовым специальным учреждением, составляющим гордость России». В институте, помимо хирургии и рентгенотерапии, для лечения больных применялись ультрафиолетовые лучи, химические вещества, иммунные сыворотки-окислители.
С 1911 по 1919 год институт возглавлял ученик Левшина, Владимир Зыков. Новый директор способствовал разработке инновационных направлений в онкологии того времени: здесь проводилась диагностика рака на ранней стадии, тотальные и парциальные резекции органов, общерезорбтивная и регионарная химиотерапии. Важным событием в истории института стала встреча Зыкова с Пьером Кюри и Марией Складовской-Кюри. Известные учёные бесплатно передали Зыкову несколько радиевых игл для лечения раковых больных, что дало начало развитию лучевой терапии в России.
Институту часто не хватало средств для проведения исследований и содержания больных в лечебнице-приюте. К 1905 году долг института составил 10 тыс. рублей. Владимиру Зыкову, который подписывал все счета учреждения, грозила долговая тюрьма. Однако долг был погашен за счёт новых щедрых пожертвований.
Упадок работы онкологической больницы пришелся на военный период. Во время Первой Мировой войны институт был превращен в военный госпиталь, а в 1917—1920 годах здесь располагалась сыпно-тифозная лечебница. Научная деятельность института была приостановлена, а значительная часть оборудования, в том числе и оборудование экспериментальных лабораторий, не уцелела.

### Советский период
Активная научная деятельность института возобновилась в 1922 году, с приходом Петра Герцена на должность директора учреждения. В том же году институт был объединён с пропедевтической хирургической клиникой Московского университета.

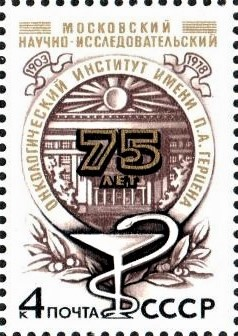
Почтовая марка СССР № 4917. 1978. 75-летие Института онкологии имени П. А. Герцена

С именем Герцена связан ряд перемен в организации помощи онкологическим больным. Он был сторонником комбинированных методов лечения — оказания паллиативной помощи вместе с радикальным лечением рака. Герцен также продолжил изучение метастазирования, заложил основы современной организации работы онкологической службы, разработал методы лечения злокачественных опухолей основных локализаций. По инициативе института в 1930-е годы было открыто девять новых онкологических кабинетов. В самом же институте был открыт кабинет социальной патологии рака, который возглавил Б. В. Милованов.
В 1934 году институт был реорганизован в научно-исследовательский институт Наркомздрава РСФСР и получил статус центрального медицинского учреждения. Центральный научно-исследовательский онкологический институт стал при Герцене одним из ведущих центров по изучению и лечению раковых опухолей. В связи с расширением деятельности в 1940 году институт переехал в новое здание по адресу 2-й Боткинский проезд, 3. В 1947 году после смерти Петра Герцена учреждение было названо в его честь, установлены мемориальная доска и бюст.
С началом Великой Отечественной войны в институте был вновь открыт военный госпиталь, а научная деятельность временно приостановлена. Работники онкологической клиники призывались на войну или работали в тылу.
В 1944 году на пост директора института вступил Александр Савицкий. При нём в институте активно изучались вопросы этиологии и патогенеза рака с позиции вирусной и полиэтиологической теории, а также разрабатывалась биохимия опухоли и роль гормонов. Вскоре в учреждении был организован отдел фундаментальных экспериментальных исследований. Савицкий содействовал принятию Постановления Совета Министров по развитию онкологии в СССР, результатом которого было создание в 1945 году первой в мире специализированной сети онкологических диспансеров. В 1965 году в состав института была включена Городская больница № 62 с клиническим фондом на 700 коек. На базе больницы было открыто первое в стране отделение медицинской реабилитации онкологических больных.
С 1967 по 1971 год институт возглавлял  Александр Павлов — первый Председатель Всероссийского общества онкологов. С его именем связано распространение методов клинической радиобиологии и лучевой терапии. В этот период в институте была установлена первая в стране барокамера и организована лаборатория оптических квантовых генераторов.
В 1982 году институтом руководил хирург-онколог Валерий Чиссов. Чиссов находился на этой должности вплоть до добровольной отставки в 2013 году, когда по подозрению в хищении средств для закупки медоборудования были арестованы его дочь Елена Богославская и заместитель Сергей Безяев.
С 2013 года медицинское учреждение возглавляет академик РАН Андрей Каприн.

## Деятельность института

### Медицинская помощь

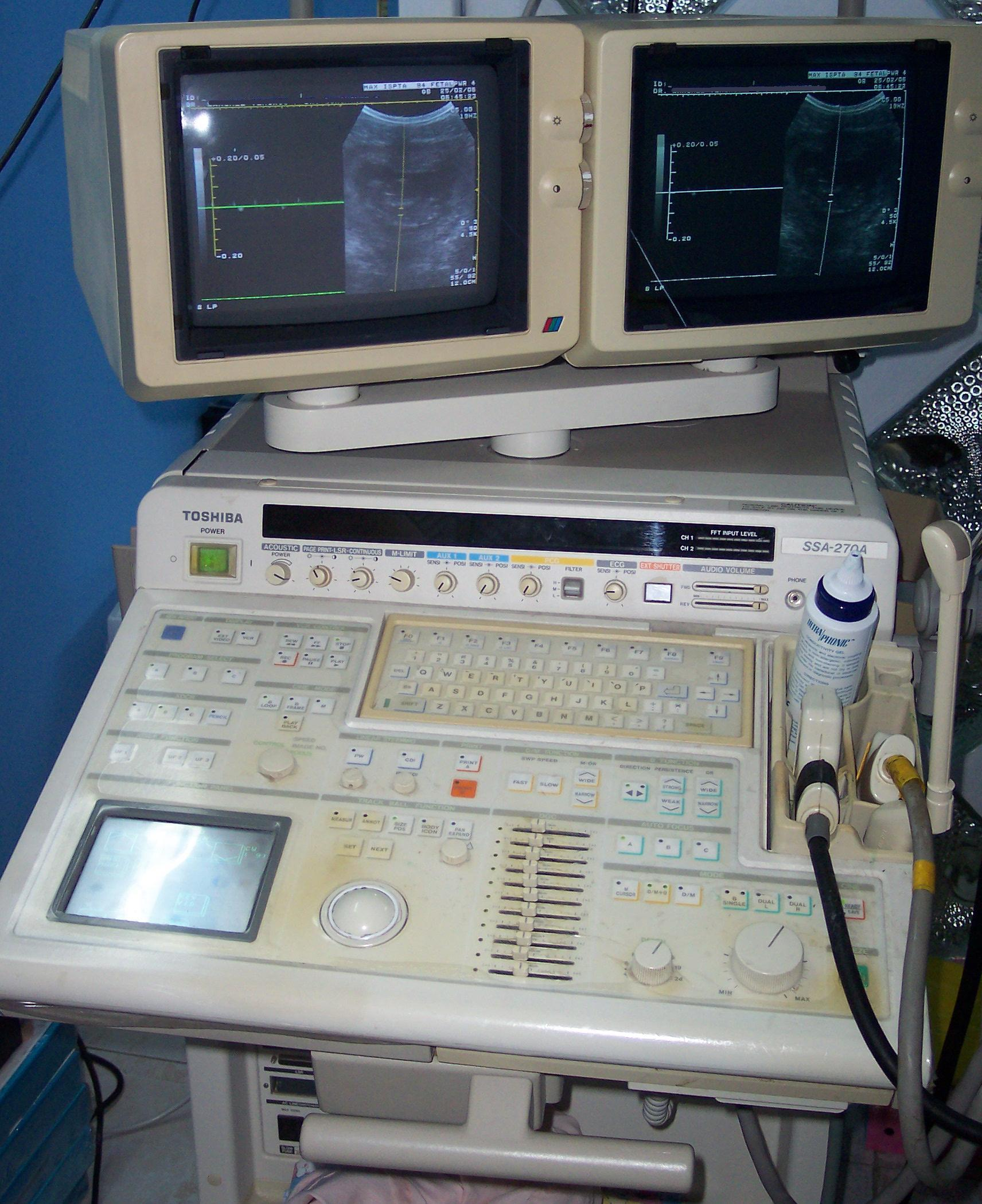
Установка медицинской эхографии Toshiba SSA-270A

МНИОИ им. П. А. Герцена представляет собой филиал ФГБУ НМИЦ Радиологии, и как отмечается на официальном сайте, является ведущим научно-исследовательским онкологическим институтом страны и основным по направлению лечения злокачественных новообразований. Институт активно участвует в обмене опытом с зарубежными медицинскими учреждениями и поддерживает контакты с онкологами из Англии, Италии, Швейцарии, США. Современная научно-экспериментальная и клиническая база института позволяет проводить эндоскопическую, ультразвуковую, радиоизотопную, рентгенологическую диагностику опухолей. Здесь функционируют Российский Центр лечения хронического болевого синдрома, Российский республиканский центр физических методов лечения, производится клиническая апробация новых лекарственных средств и медицинской техники.
В числе приоритетных направлений деятельности института находятся диагностика и лечение злокачественных опухолей, экспериментальные исследования, организация противораковой борьбы. Институт также занимается разработкой следующих направлений современной медицины:
- проведение реконструктивно-пластических операций с использованием микрохирургической техники;
- комбинированное лечение с интраоперационной лучевой терапией в условиях общей газовой гипоксии;
- сочетанное лучевое лечение больных с тотальным поражением одного или двух бронхов, трахеи;
- комплексное применение радиопротекторов и радиомодификаторов;
- комбинированное лечение больных раком гортаноглотки с сохранением голосовой функции;
- методики фотодинамической терапии;
- флюоресцентная диагностика злокачественных опухолей различных локализаций и др.[5][6]

Институт оказывает лечебную и диагностическую помощь пациентам старше 16 лет из различных регионов страны. Ежегодно в стационаре лечатся около 8 тыс. человек. Поликлиника принимает более 49 тыс. амбулаторных пациентов в год.

### Научно-исследовательская деятельность
На 2017 год в МНИОИ им. П. А. Герцена работают около тысячи человек, более 170 из которых — научные сотрудники. За время работы медицинского учреждения в нём было защищено около 100 докторских и 400 кандидатских диссертаций.
Начиная с 2014 года, институт ежегодно выступает организатором научно-практических конференций «Анестезиология и интенсивная терапия в онкологии: Современные тенденции, проблемы и перспективы». Главной задачей проекта является обсуждение проблем онкологических больных на профессиональном уровне. Институтом также проводятся региональные конференции на тему «Сложные и нерешенные проблемы анестезии и интенсивной терапии в онкологии». С 2015 по 2017 год состоялась 21 конференция в разных городах России.

## Структура института
В состав института входят Российский центр информационных технологий эпидемиологических исследований в области онкологии, Центр телемедицины, Центр паллиативной помощи, Центр лазерной и фотодинамической диагностики и терапии опухолей.
| Диагностикой занимаются: - Клинико-диагностическая лаборатория - Отделение онкоцитологии - Отделение прогноза - Национальный Центр онкологии репродуктивных органов - Отдел лучевой диагностики - Отделение радионуклидной диагностики - Отделение ультразвуковой диагностики - Отделение эндоскопии - Патологоанатомическое отделение. Институт также проводит следующие программы: - Комплексное лечение рака молочной железы - Хирургическое лечение пигментных невусов - Реконструктивно-пластические операции при раке молочной железы - Консультации по паллиативной помощи - Курирование пациентов - Послеоперационная палата повышенной комфортности отделения реанимации - Оперативные вмешательства в гинекологии - Срочная госпитализация - Лекарственная противоопухолевая терапия - Срочная диагностика на базе стационара - Доброкачественные и злокачественные образования щитовидной железы - Злокачественный плеврит - Школа ларингэктомированных пациентов с голосовыми протезами. | Лечение онкологических больных осуществляют следующие отделения: - рентгенохирургических методов диагностики и лечения - торакоабдоминальной онкохирургии - торакальной хирургии - торакоабдоминальное отделение - онкоурологии - онкогинекология - микрохирургии - лучевой терапии - онкоортопедия - нейроонкологии - анестезиологии и реанимации - абдоминальное отделение - химиотерапии - высокодозной химиотерапии - реабилитации - хирургическое отделение общей онкологии - онкологии молочной железы. |

Отдельно функционирует отделение диагностики и лечения (поликлиника).

## Список руководителей института
- 1903—1911 — Левшин Лев Львович
- 1911—1919 — Владимир Матвеевич Зыков
- 1922—1934 — Пётр Александрович Герцен
- 1944—1953 — Савицкий Александр Иванович
- 1954—1967 — Новиков Александр Николаевич
- 1967—1971 — Павлов Александр Сергеевич
- 1972—1976 — Сергеев, Сергей Иванович
- 1976—1982 — Петерсон Борис Евгеньевич
- 1983—2013 — Чиссов Валерий Иванович
- 2013 — по сегодняшний день — Каприн Андрей Дмитриевич[5].

## Список литературы
1. Девличарова Р. Ю., Засыпкина Е. В. История развития онкологической службы в России // Bulletin of Medical Internet Conferences. — 2017. — Т. 7, № 3. — С. 638—639. — ISBN 2224-6150.